# Centrorhynchus asturinus
Centrorhynchus asturinus är en hakmaskart som först beskrevs av Johnston 1912.  Centrorhynchus asturinus ingår i släktet Centrorhynchus och familjen Centrorhynchidae. Inga underarter finns listade i Catalogue of Life.